# St James' Park
För andra platser med likartat namn, se Saint James Park (olika betydelser).
St James' Park är den engelska fotbollsklubben Newcastle United FC:s hemmaarena. Den ligger i Newcastle upon Tyne.
St James' Park anses allmänt vara en av Englands förnämsta arenor efter ombyggnationen 2000. Kapaciteten är cirka 52 000 åskådare.

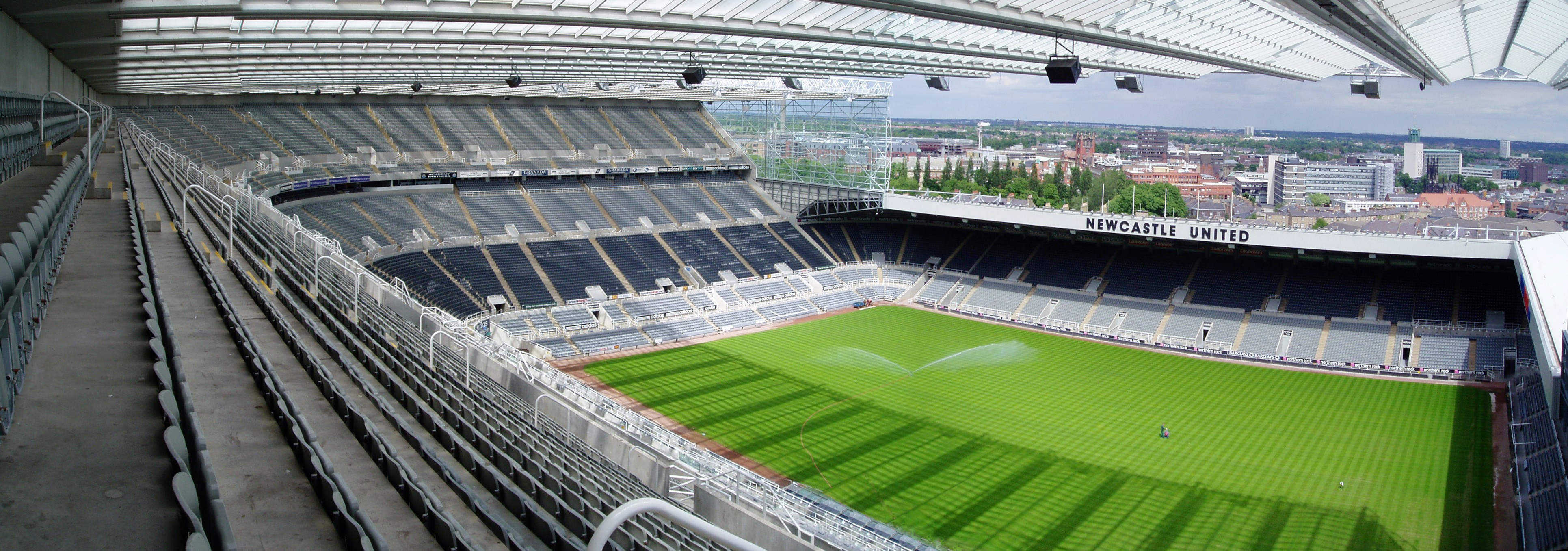
En panoramabild inifrån arenan.

## Internationell sport
- Under Europamästerskapet i fotboll 1996 spelades tre matcher i grupp B på arenan.
- Under de olympiska sommarspelen 2012 spelades en del fotbollsmatcher på arenan.
- Under Världsmästerskapet i rugby 2015 spelades tre matcher på arenan.